# Судска рехабилитација
Судска рехабилитација представља процес поништења незаконито донетих судских одлука или одлука којима се крше основна људска права грађана. Овај процес подразумева и поништење свих правних и других радњи које су из њих проистекле.

## Настанак
Потреба за судском рехабилитацијом настале је код држава које излазе из периода тоталитарне и насилне владавине које су биле честе у 20. веку. 
Тоталитарни режими као што су: немачки национал-социјализам, италијански фашизам, совјетски бољшевизам, и разни комунистички системи у источној Европи друге половине 20. века, обрачунавали су се са својим политичким неистомишљеницима спроводећи монтиране судске процесе, доносећи законе којима се крше људска права или формирајући преке судове којима су изрицали драконске казне. Осим смртне казне, и вишегодишњих робија ипринудног рада, доносили су и казне као што су губитак права на јавни живот и сл. Последица ових пресуда је често било и одузимење читаве или већег дела имовине осуђеника и кршење људских права његових најближих пријатеља и родбине.
Поред политичке дискриминације, у тоталитарним режимима, дешава се неретко и национална или верска дискриманција, било путем дискриминаторских закона какав је био у нацистичкој немачкој према Јеврејима, или мимо закона селективном пременом репресивних мера према одређеној верској, националној или политичкој групацији.
У циљу исправљања ових неправди и умањења њихових последица демокртске власти, готово по правилу, након свргавања тоталитарног режима покрећу процесе политичке и судске рехабилитације политичких осуђеника како би придобили наклоност оштећених грађана и показали дисконуитет са недемократском прошлошћу.

## Модели рехабилитације
Судска рехабилитација може бити општа и појединачна.
Општом рехабилитацијом се могу поништити, на пример, све одлуке у периоду када званични судови нису функционисали, те су уместо њих одлуке доносили разни самопрокламовани судови или појединци.
Даље могу се поништити све одлуке које су проистекле из једног или групе закона а који су кршили људска права. Могу се поништити и све одлуке донете по основу једног или групе чланова појединог закона који је у том делу кршио људска права и сл.
Појединачна рехабилитација подразумева законске оквире који омогућавају поништавање поједачних судских одлука које нису у скалду са законом или крше људска права. 
Судска рехабилитација може бити потпуна и делимична.
Потпуном рехабилитацијом у потпуности се поништава спорна пресуда и оштећено лице или више њих сматрају су неосуђеним. Тиме се поништавају и све правне и друге последице спорне судске одлуке, те би лице требало да након ове одлуке ужива сва права као која су му била одузета. То се најчешће односи на уживање приватне имовине, права на слободно кретање и учешћа у јавном животу. Често, је међутим, немогуће у потпуности обештетити овако оштећене грађане, па се потпуност овде може посматрати само условно.
Делимичном рехабилитацијом се само умањује казна изречена пресудом за коју се судским путем докаже да је неумерена и неадекватна учињеном делу.

## Последице
Као последица судске рехабилитације једног или више лица, следи поништавање свих радњи које су уследиле након изрицања пресуде и везане су за њу. Ако је лице било на дугогодишњој робији може захтевати надокнаду за проведено време у затвору. 
Ако је рехабилитованом лицу конфискована имовина оно има право на повраћај или праведну надокнаду исте, тако да рехабилитиција уједно представља и процес делимичне реституције.
Пошто потпуна рехабилитација има последицу да се рехабилитовано лице сматра неосуђиваним, то може имати и крактер политичке рехабилитације - када је лице као меру имало забрану учешћа у јавном и политичком животу, а у неким случајевима и професионалну рехабилитацију - када је лицу претходном пресудом било онемогућено да се бави својом професијом.